# 1968年のル・マン24時間レース

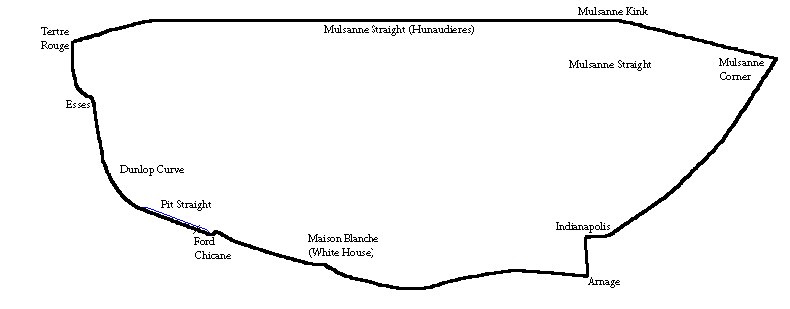
1968年のコース

1968年のル・マン24時間レース（24 Heures du Mans 1968 ）は、36回目のル・マン24時間レースであり、1968年9月28日から9月29日にかけてフランスのサルト・サーキットで行われた。

## 概要
それまで存在しなかったプロトタイプレーシングカーの排気量上限が3,000ccに定められ、大きな曲がり角を迎えた。これは物量を投入してヨーロッパメーカーの大きな脅威となっていたフォードを締め出すためのもので、発表されるとこれに不満を持ったフォードはいち早く不出場を発表した。ライバルであったフェラーリもそれまでのフォードとの物量競争に資金力を消耗しており、新たに3,000ccエンジン開発の負担に耐えられずワークスチーム・スクーデリア・フェラーリとしての出場を見合わせる旨を決めた。
小排気量車でクラス優勝や性能指数賞や熱効率指数賞を勝ち取って来たメーカーはこのレギュレーション変更を好機と捉えた。ポルシェはこれに合わせて水平対向8気筒3,000ccのエンジンを製作し新規開発したポルシェ・908に搭載して世界選手権に投入、アルピーヌ・ルノーやマトラも3,000ccプロトタイプを製作した。
しかし「年間50台生産、5,000cc以下」を条件としていたグループ5の「スポーツカー」の条件が年間25台生産に緩和されてフォードにも参戦の道が開け、フォードは一転して参戦を決め、ハリー・ウェスレイクがバルブ挟み角が狭いコンパクトなシリンダーヘッドを開発し、4,942ccに排気量を抑えた代わりにDOHC化したエンジンを積んだ25台のフォード・GT40を用意した。
この年5月、パリを中心に学生のデモやストライキが激しく（五月革命）、一時は中止も検討されたが、フランス西部自動車クラブの熱意により、例年より約3ヶ月遅れでの開催に漕ぎ着けた。
ピット前の走行速度を落とすためグランドスタンド手前に「フォード・シケイン」が設置され、ここでのストレートでの最高速度が250km/hから150km/hに大幅に抑制された。これによりコースは13.461km/周から13.469km/周へ僅かに伸びた。
出走したのは54台。
完走は15台。
ペドロ・ロドリゲス/ルシアン・ビアンキ組のフォード・GT40マークIが4,452.880kmを平均速度185.536km/hで走り優勝、3連勝を達成した。